# 川越市立福原小学校
川越市立福原小学校（かわごえしりつ ふくはらしょうがっこう）は、埼玉県川越市にある公立小学校。日本で1番長い廊下を有する。

## 沿革
- 明治7年3月 - 元中福村字二軒家、阿弥陀堂に中福学校　元中福村字北野明見院内に今福学校開設
- 16年9月 - 元上松原三保野学校開設
- 19年4月 - 旧中福学校、旧三保野学校を明和学校分教室に改名　旧中福学校を高階学校分教室に改名
- 22年3月 - 分教室を廃止し、福原小学校を置く
- 26年3月 - 福原小学校を廃止し、三保野小学校、北野尋常小学校を置く
- 32年7月 - 2校を廃止し、現在の土地に創立
- 36年4月 - 高等小学校を併設
- 昭和16年4月 - 入間郡福原国民学校と改称
- 22年4月 - 福原村立福原小学校と改称
- 30年1月 - 入間郡福原村立福原小学校を川越市立福原小学校と改称
- 42年7月 - 福原小学校国体記念プール竣工
- 45年11月 - 校歌制定
- 48年3月 - 高階北小学校新設にともなう学区変更により砂久保、今福に一部54名高階北小学校へ転出
- 53年12月 - 県知事より交通安全優良団体として表彰される
- 57年4月 - 学校研究「算数」（市教委・研究委嘱）
- 58年3月 - 校舎第6期工事完成（音楽室1、教室4、家庭科室1）
- 58年11月 - 110周年記念事業（式典、記念碑建設、記念誌発行、資料展開催）を行う
- 48年12月 - 学校研究「算数」研究発表開催
- 62年10月 - 防球ネット新設
- 平成2年3月 - 夜間照明施設設置
- 2年4月 - 学校研究「福祉教育」（市社会福祉協議会研究委嘱）

## 校歌
作詞：松岡寛、作曲：貝沼平敏